# Balázs Rabóczki
Balázs Rabóczki (ur. 9 stycznia 1978 w Budapeszcie) – węgierski piłkarz, grający na pozycji bramkarza. Od 2010 roku reprezentuje barwy Móri SE. Dwukrotny reprezentant Węgier.

## Kariera
Rabóczki jest wychowankiem Budapesti Vasutas. W 1996 roku został piłkarzem MTK Hungária Budapeszt, gdzie jednak nie grał często. Klub ten w 1998 roku wypożyczył go do BKV Előre. W 1999 Rabóczkiego zakupił Dunaferr SE. W Dunaferr Rabóczki był podstawowym bramkarzem i grał regularnie, także w eliminacjach do Ligi Mistrzów oraz w Pucharze UEFA. W 2001 roku został wypożyczony na trzy miesiące do austriackiego SV Salzburg, gdzie nie zagrał ani jednego meczu. Wkrótce później podpisał kontrakt z IFK Norrköping.
W styczniu 2003 roku przeszedł za pięć milionów koron do FC København, podpisując 3,5 letni kontrakt. Wówczas szkoleniowcem klubu był Hans Backe, który trenował już Rabóczkiego w SV Salzburg. Rabóczki utrzymywał, że transfer to duży krok naprzód dla niego, ponieważ gra w FC København daje mu szansę debiutu w reprezentacji. Początkowo pierwszym bramkarzem klubu był Rune Pedersen, a Rabóczki był jego zmiennikiem. Jednakże Pedersen odszedł wkrótce do FC Modena.
W FC København Rabóczki nigdy nie był pewnym "numerem jeden", głównie z powodu kontuzji, nierównej formy i konkurentów w postaci Magnusa Kihlstedta i Benny Galla. Pod koniec sezonu 2004/2005 Rabóczki zdołał sobie zapewnić status bramkarza numer jeden, ale podpisanie roku przez FC København latem 2005 roku kontraktu z rezerwowym bramkarzem reprezentacji Danii, Jesperem Christiansenem oznaczało, że Rabóczki został ponownie rezerwowym bramkarzem klubu.
W listopadzie 2005 roku Rabóczki wyraził frustrację faktem, że nie jest podstawowym graczem, utrzymując, że taka sytuacja jest dla niego nieakceptowalna i oddala go od reprezentacji. Mimo to w grudniu 2005 roku zadebiutował w reprezentacji. W 2006 roku przeszedł do FC Sopron, podpisując trzyletni kontrakt. Po konflikcie z właścicielem klubu, László Máriuszem Vízerem, opuścił później klub i 18 lipca 2007 roku podpisał dwuletni kontrakt z SBV Vitesse. Tam rozegrał tylko dwa spotkania i w czerwcu 2008 roku wrócił na Węgry, do Honvédu Budapeszt. Z Honvédem zagrał w Pucharze Intertoto przeciwko Żetisu FK, FK Teplice i Sturmowi Graz.
Latem 2009 roku dołączył do Móri SE. W 2010 roku został zawodnikiem Sárisápi Bányász, w którym to klubie zakończył karierę w styczniu 2011 roku.

## Sukcesy
- 2002/2003: mistrzostwo Danii (FC København)
- 2003/2004: mistrzostwo Danii (FC København)
- 2003/2004: Puchar Danii w piłce nożnej (FC København)
- 2004/2005: Royal League (FC København)

## Mecze w reprezentacji
| Lp. | Data            | Rywal                 | Typ  | Wynik | Grał |
| --- | --------------- | --------------------- | ---- | ----- | ---- |
| 1.  | 15 grudnia 2005 | Meksyk (n)            | tow. | 0:2   | 1–90 |
| 2.  | 18 grudnia 2005 | Antigua i Barbuda (n) | tow. | 3:0   | 1–85 |